# Compsomyiops callipes
Compsomyiops callipes is een vliegensoort uit de familie van de bromvliegen (Calliphoridae). De wetenschappelijke naam van de soort is voor het eerst geldig gepubliceerd in 1877 door Bigot.